# Oxymacaria genialis
Oxymacaria genialis là một loài bướm đêm trong họ Geometridae.